# 야마쿠니정
야마쿠니정(山国町)은 오이타현 북서부 시모게군의 서쪽 끝에 있던 정이다. 2005년 3월 1일에, 나카쓰시에 편입합병 되었다. 

## 역사
- 1951년 4월 1일 - 3개의 촌이 합병해, 야마쿠니촌이 성립하였다.
- 1958년 4얼 1일 - 정으로 승격해 야마쿠니정이 되었다.
- 2005년 3월 1일 - 나카쓰시에 편입되어 소멸하였다.

## 교통

### 도로
- 국도 212호선
- 국도 496호선
- 국도 500호선